# Humérus
Pour les articles homonymes, voir Humérus (homonymie).
L'humérus (du latin humerus, « épaule ») est un os pair et asymétrique du membre supérieur. Il constitue le squelette du bras (entre l'épaule et le coude). C'est un os long constitué d'une diaphyse et de deux épiphyses qui s'articulent en haut avec la scapula par l'articulation gléno-humérale, et en bas avec les deux os de l'avant-bras, l'ulna et le radius par les articulations huméro-ulnaire et huméro-radiale.

## Description

### Corps ou diaphyse
Le corps ou diaphyse est à peu-près rectiligne mais tordu sur son axe dans son tiers moyen. Dans son tiers supérieur, il est irrégulièrement cylindrique et dans son tiers inférieur prismatique triangulaire. On lui décrit trois faces :
- une face antéro-latérale
- une face antéro-médial
- une face postérieure,

et trois bords :
- un bord antérieur,
- un bord médiale
- un bord latéral

#### Faces

##### Face antéro-latérale
La face externe regarde en dehors et un peu en avant dans sa partie supérieure, et en avant dans sa partie inférieure.
Au-dessus de sa portion moyenne, elle présente une crête rugueuse en forme de V ouvert en haut : la tubérosité deltoïdienne.
En dessous de l'empreinte deltoïdienne, la surface est lisse et présente une gouttière due à la torsion du corps de l'humérus : le sillon du nerf radial.
Au-dessous de cette gouttière s'insérent les fibres externe du muscle brachial antérieur.

##### Face antéro-médiale
La face interne regarde en avant dans sa partie supérieure et en dedans dans sa partie inférieure.
En haut se présente la partie inférieure du sillon intertuberculaire.
Dans sa partie moyenne, l'insertion du muscle coracobrachial laisse une empreinte rugueuse plus ou moins marquée. Le trou nourricier se trouve en dessous de cette insertion.
Sur toute la moitié inférieure s'insère les fibres internes du muscle brachial antérieur.
Rarement, 1 à 2% des cas, une apophyse peut se présenter 5 ou 6 cm au-dessus de l'épicondyle médial : l'apophyse sus-épitrochléenne

##### Face postérieure
La face postérieure est divisée en deux parties, croisée obliquement par le sillon du nerf radial, sillon osseux large et peu profond où passent le nerf radial et les vaisseaux profonds du bras.
Au-dessus du sillon du nerf radial s'insère le chef latéral du muscle triceps brachial, et en dessous s'insére son chef médial.

#### Bords

##### Bord antérieur
Le bord antérieur est rugueux dans sa moitié supérieure et mousse dans sa moitié inférieure.
Sa partie antérieure se confond avec le bord externe du sillon intertuberculaire.
Il se bifurque en bas pour délimiter la fosse coronoïde,.

##### Bord latéral
Le bord externe est peu distinct en haut et interrompu par le sillon du nerf radial à son passage entre la face face postérieure et la face externe.Il est saillant en bas formant la crête supra-épicondylaire latérale. Sur ce bord s'insère la septum intermusculaire latéral du bras.

##### Bord médial
Le bord interne est effacé en haut et saillant en bas formant la crête supra-épicondylaire médiale. Il donne insertion au septum intermusculaire médial du bras.

### Extrémité ou épiphyse supérieure
L'extrémité ou épiphyse supérieure présente trois saillies, l'une interne et articulaire la tête humérale délimitée par le col anatomique, les deux autres sont non articulaires : le grand tubercule (trochiter) et le petit tubercule (trochin) de l'humérus situées en dedans et en avant de la précédente (entre les deux passe la gouttière bicipitale). Cette extrémité supérieure est séparée de la diaphyse humérale par le col chirurgical. Ce dernier n'a pas de réalité anatomique, c'est un concept d'origine chirurgicale qui sert à systématiser des lésions de cette partie de l'humérus, placée immédiatement au-dessous des tubercules.

#### Tête de l'humérus
La tête de l'humérus représente environ le tiers d'une sphère de 30 mm de rayon et aplatie d'avant en arrière de 3 à 4 mm. Son axe est dirigé par rapport au l'axe du corps de l'humérus en haut, en dedans et légèrement en arrière et forme un angle d'environ 130° à 150°,.
Elle s'articule avec la cavité glénoïdale de la scapula.
La lèvre interne du col anatomique forme le pourtour de la tête de l'humérus. c'est un sillon circulaire qui sépare la tête humérale des tubercules. Son pourtour présente une échancrure qui empiète sur la surface articulaire qui correspond à l'insertion humérale du ligament gléno-huméral supérieur.

#### Grand et petit tubercule de l'humérus
Deux excroissances osseuses se trouvent en dehors de la partie supérieure du col anatomique.
La plus petite est située en avant : le petit tubercule de l'humérus ou trochin. Il donne insertion au muscle subscapulaire.
La plus volumineuse est située en dehors dans le prolongement de la face externe : le grand tubercule de l'humérus ou trochiter. Il présente trois facettes sur sa partie postéro supérieure. La facette inférieure donne insertion au muscle petit rond, la facette moyenne donne insertion au muscle infra-épineux et la facette supérieure donne insertion au muscle supra-épineux.
Les deux tubercules sont séparés par le sillon intertuberculaire de direction verticale. Le sillon se prolonge sur le quart supérieur de la face interne de la diaphyse sur 6 à 8 cm.
Le sillon est limité à l'avant par une lèvre antérieure ou crête sous-trochitérienne qui prolonge le bord antérieur du grand tubercule. Elle donne insertion au tendon du muscle grand pectoral.
Il est limité à l'arrière par une lèvre postérieure ou crête sous-trochinienne qui prolonge le petit tubercule. Elle donne insertion au muscle grand rond.
Le fond de la gouttière donne insertion au muscle grand dorsal. Elle permet de loger et de faire coulisser le tendon du long chef du muscle biceps brachial.

### Extrémité ou épiphyse inférieure
L'extrémité ou épiphyse inférieure ou palette humérale, est aplatie d'avant en arrière. Son diamètre transversal est environ trois à quatre fois plus grand que son diamètre antéro-postérieur. Elle est recourbée en avant, de telle sorte qu'elle est déjetée par rapport à l'axe de la diaphyse de l'humérus, avec un angle de 30 à 45°.
L'épiphyse inférieure de l'humérus comporte une surface articulaire à sa partie moyenne : le condyle de l'humérus qui forme avec l'ulna et le radius les deux articulations du coude : les articulations huméro-ulnaire et huméro-radiale. De chaque côté du condyle se trouvent deux apophyses : les épicondyles latéral et médial de l'humérus..

#### Condyle de l'humérus
Le condyle de l'humérus est composé de deux surfaces articulaires : la trochlée humérale forme sa partie interne et le capitulum de l'humérus sa partie externe. Les deux parties sont séparées par une gouttière : la gouttière capitulo-trochléenne ou zone conoïde.

##### Trochlée humérale
La trochlée humérale a une forme de poulie formant les trois quarts d'un cercle et dont la gorge décrit un arc d'hélice. Elle s'articule avec l'incisure trochléaire de l'ulna. Elle est surmontée en avant par la fosse coronoïde, destinée à recevoir le processus coronoïde de l'ulna dans le mouvement de flexion de l'avant-bras sur le bras et en arrière par une fosse de l'olécrane, beaucoup plus profonde que la précédente, et où vient se loger l'extrémité libre de l'olécrâne dans le mouvement d'extension de l'avant-bras sur le bras. Les deux fosses, coronoïde et de l'olécrane sont séparées l’une de l’autre par une cloison osseuse fort mince, transparente, quelquefois remplacée à son centre par une lame fibreuse.

##### Capitulum de l'humérus
Le capitulum de l'humérus est une éminence arrondie lisse qui s'articule avec la tête du radius. À l'avant, il est surmonté d'une dépression la fosse radiale destinée à recevoir la cupule radiale dans la flexion de l'avant-bras.

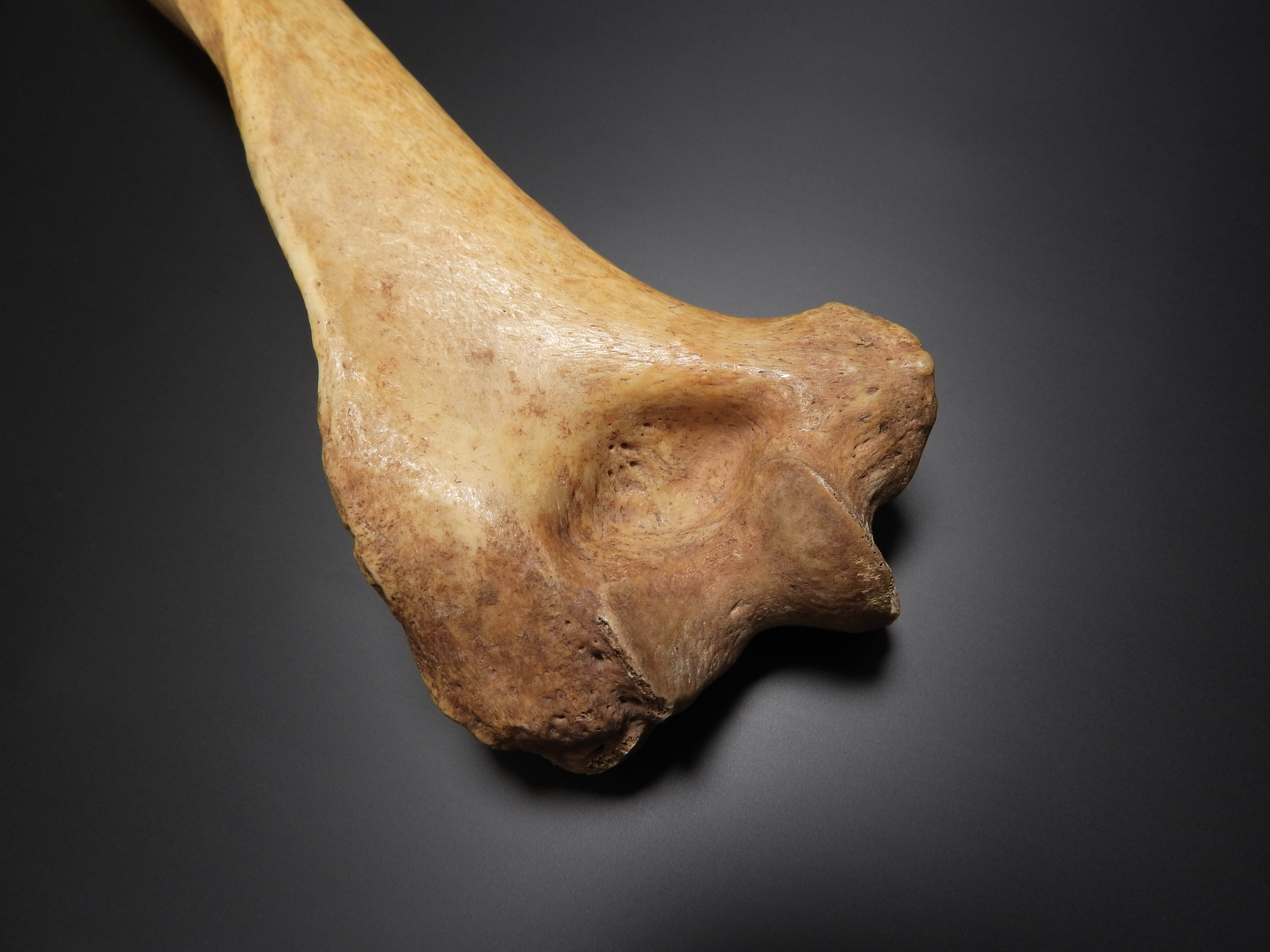
Fossette olécranienne surmontant la trochlée (vue postérieure de l'extrémité inférieure de l'humérus).

#### Épicondyle médial et épicondyle latéral de l'humérus
L'épicondyle médial de l'humérus est situé au-dessus et en dedans de la trochlée humérale. Il est saillant et rugueux et donne insertion aux muscles épitrochléens. Sa face postérieure est lisse marquée verticalement par le sillon du nerf ulnaire.
L'épicondyle latéral de l'humérus est situé au-dessus et en dehors du capitulum de l'humérus., Il est moins saillant que l'épicondyle médial. Il donne insertion aux muscles épicondyliens : le muscle anconé, et le tendon commun de plusieurs muscles (le muscle deuxième radial externe, le muscle extenseur commun des doigts, le muscle extenseur propre du petit doigt, le muscle cubital postérieur et le muscle court supinateur).
Il existe parfois une apophyse sus-épitrochléenne située au-dessus de l'épocondyle médial.

### Torsion de l'humérus
Le corps de l'humérus est tordu sur son axe. Le sillon du nerf radial est dite parfois gouttière de torsion.
L'angle de torsion humérale peut se définir comme l'angle formé par les deux axes articulaires des deux extrémités de l'humérus. Les valeurs peuvent varier selon les méthodes de mesure, les repères choisis, les directions de référence, et selon les sujets mesurés (âge, sexe...),.
L'angle de torsion humérale est en moyenne de 64° ± 7,5°, mais d'un point de vue clinique, on parle plutôt de l'angle de rétroversion qui lui est complémentaire. Ainsi l'angle de rétroversion de la tête humérale est d'environ 20° à 30° par rapport à la palette humérale.

## Histologie
Le corps de l'humérus est un cylindre d'os cortical qui entoure le canal médullaire. Cette gaine reste épaisse vers l'extrémité inférieure de l'humérus, contrairement à la règle générale qui veut que l'os cortical s'amincit vers les extrémités d'un os long. Ceci s'explique par le fait que cette extrémité inférieure incurvée doit supporter des pressions longitudinales (mouvements de flexion-extension du coude, et pronation-supination de l'avant-bras).
Les épiphyses sont principalement constituées d'os spongieux organisé en travées principales qui se croisent en décrivant des arcades ogivales.

## Embryogenèse
Les centres de pré-ossification du futur humérus apparaissent dès le premier mois de vie fœtale, lors de la formation des membres supérieurs. Au 33e jour, il est possible de distinguer les régions de l'épaule, du bras, de l'avant-bras et de la main. Ces centres de pré-ossification se constituent à partir de chondrocytes rassemblés en foyers de quelques millimètres, notamment au niveau de la tête humérale et du trochiter. Ils sont remplacés par du tissu ostéoïde.

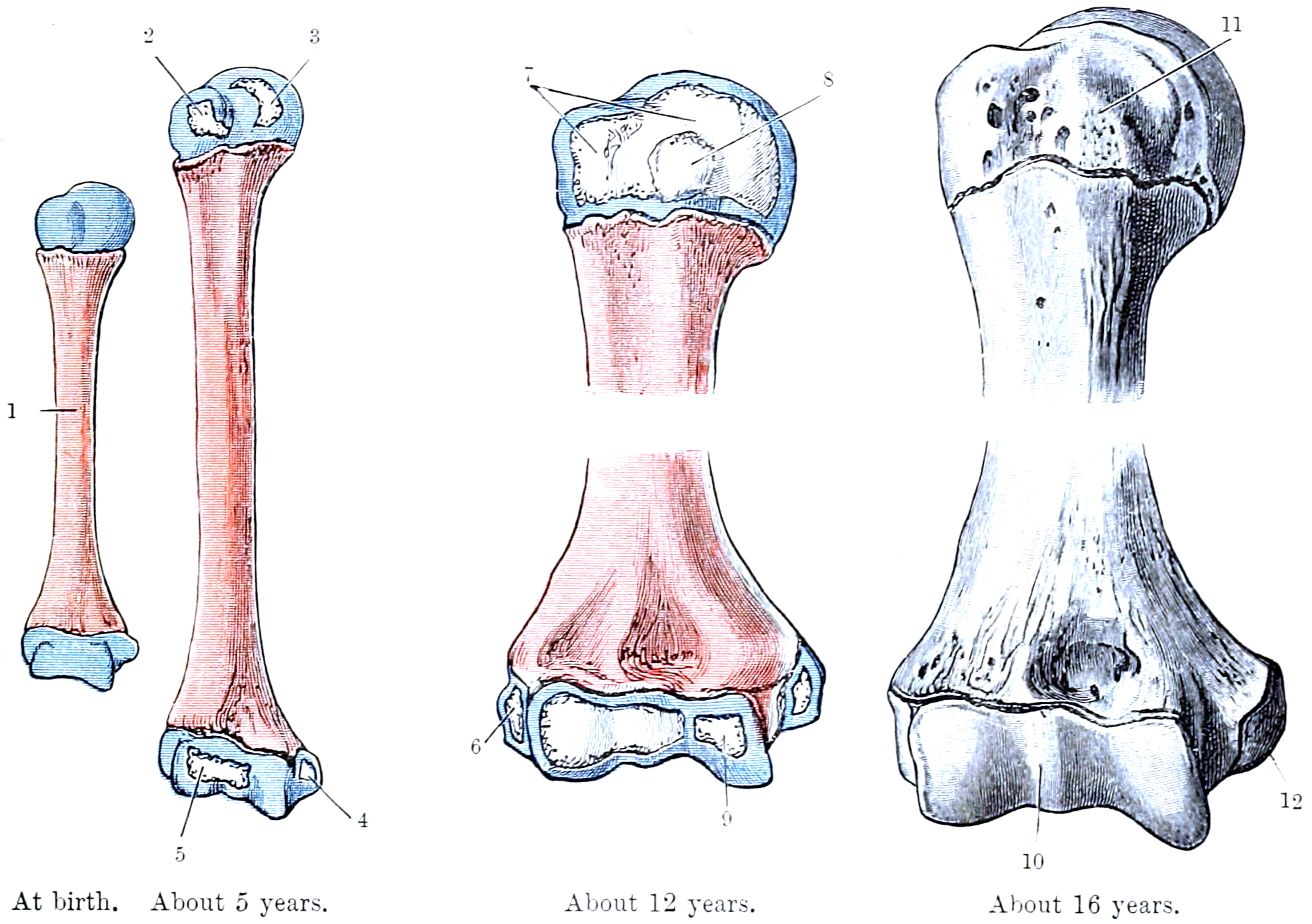
Ossification de l'humérus au cours de la croissance (naissance, vers 5 ans, vers 12 ans, vers 16 ans).

L'humérus osseux proprement dit se développe par huit points d'ossification : un point primitif pour la diaphyse, qui apparait vers le 40e jour de la vie fœtale, et sept points secondaires (trois pour l'extrémité supérieure et quatre pour l'extrémité inférieure) qui apparaissent après la naissance.
Les âges d'apparition (selon radio standard, avec l'IRM la détection est plus précoce) sont :
- extrémité supérieure : point de la tête humérale (de 6 à 20 mois ou de 2-4 mois en IRM), points des trochiter et trochin (de 1 à 3 ans ou 7-10 mois en IRM). Ces trois points fusionnent vers l'âge de 3 ans et l'ossification complète de la tête humérale est faite vers l'âge de 13 ans[8] ;
- extrémité inférieure : chez l'enfant, cette extrémité est une mosaïque de cartilages de croissance[10] avec le point condylien (de 6 mois à 2 ans), le point épitrochléen (de 5 ans et demi à 9 ans), le point trochléen (de 8 à 16 ans), le point épicondylien (de 11 ans à 18 ans)[1],[11].

Les extrémités se soudent au corps de l'os, l'inférieure vers 13 ans chez la fille et 15 ans chez le garçon, et la supérieure entre 20 et 26 ans plus précocement chez la femme que chez l'homme.

## Rapports

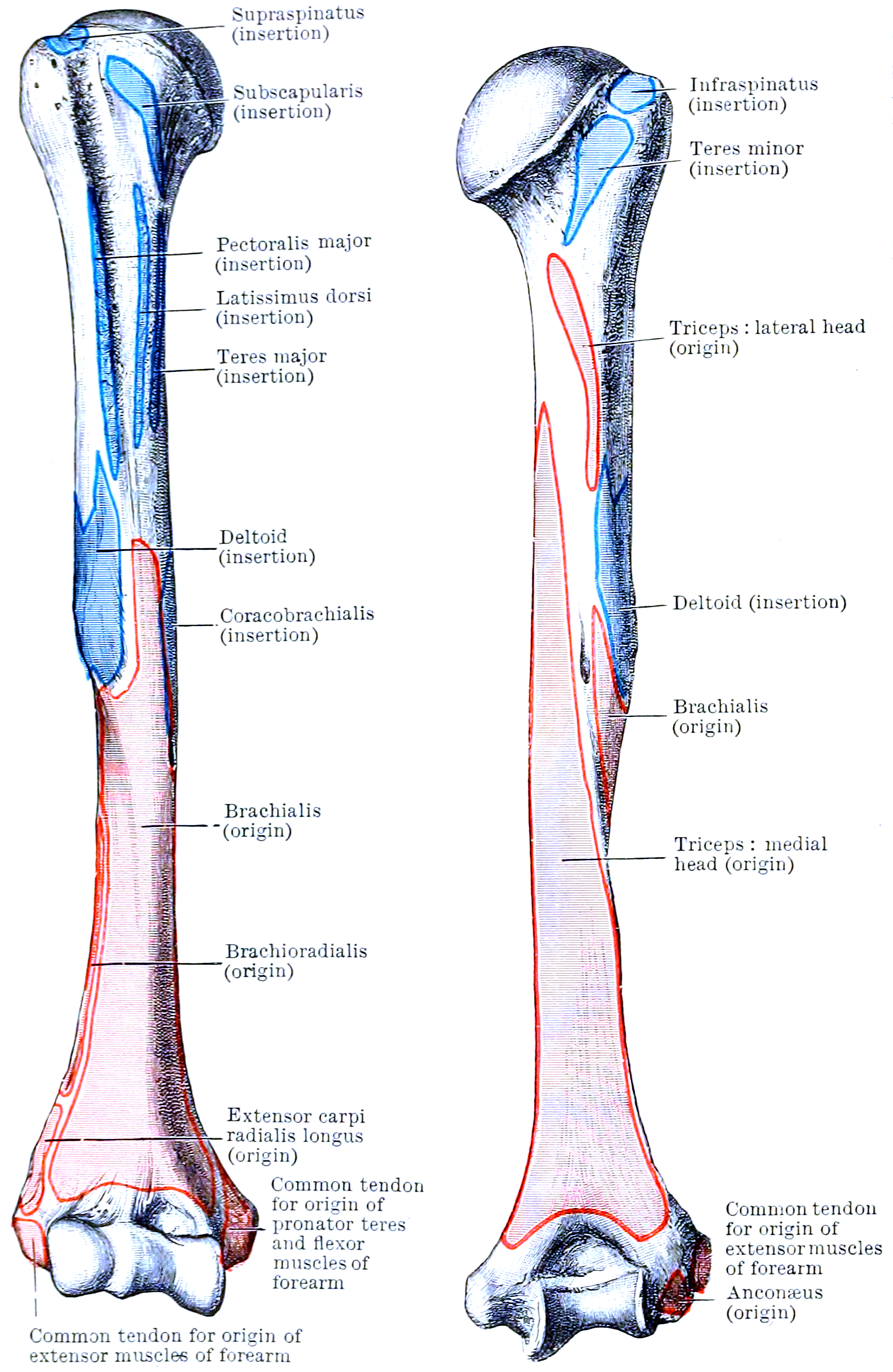
Insertions musculaires : à gauche vue antérieure, à droite vue postérieure.

La vascularisation de l'humérus proximal (partie supérieure) est assurée par des anastomoses entre les artères circonflexes humérales antérieure et postérieure, branches de l'artère axillaire. L'artère axillaire donne naissance à l'artère brachiale ou humérale qui se subdivise en collatérales pour le reste de l'humérus et les muscles qui s'y insèrent.
Le nerf axillaire entoure le col chirurgical de l'humérus et innerve les Muscles du deltoïde et ceux de la coiffe des rotateurs, en particulier le muscle petit rond. Le nerf musculocutané innerve les muscles de la loge antérieure du bras jusqu'au niveau du pli du coude pour se terminer en nerf cutané latéral de l'avant-bras. Le nerf radial parcourt la gouttière radiale et innerve les muscles postérieurs du bras, et ceux qui s'insèrent sur les condyles médial et latéral. Le nerf médian et le nerf ulnaire parcourent le bras sans l'innerver, en étant destinés aux muscles de l'avant-bras et de la main.
L'humérus est le site d'insertions de nombreux muscles du membre supérieur qui sont divisés en trois groupes : scapulo-huméral (muscles de l'épaule), loges antérieure et postérieure du bras.

## Aspects cliniques

### Repères palpables
Le corps de l'humérus est presque partout recouvert de muscles et ne se palpe que difficilement. On peut suivre du doigt chez la plupart des sujets, le bord externe arrondi, mais guère le bord interne moins proéminent.
Par palpation on peut retrouver :
- le tubercule majeur,
- le tubercule mineur,
- le col anatomique,
- le sillon intertuberculaire,
- l'épicondyle latéral et l'épicondyle médial.

### Traumatologie

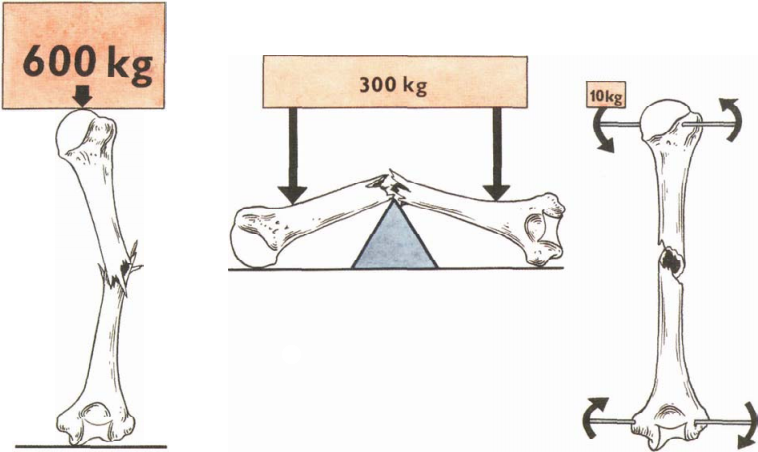
Forces de rupture d'un humérus humain.

Les fractures de l'humérus se subdivisent selon leur situation : les fractures de la diaphyse (corps de l'humérus), les fractures des deux extrémités (supérieure et inférieure) qui peuvent léser ou pas les surfaces articulaires. Cette situation dépend du mécanisme de la fracture et de l'âge du sujet (zones de faiblesse différentes selon l'âge).

#### Fracture de l'extrémité supérieure
Elles sont les plus fréquentes chez les sujets âgés par accident à faible énergie cinétique : chute de personne âgée de sa hauteur, tombant directement sur l'épaule ou amortissant leur chute par le bras. L'humérus se fracture au niveau du col chirurgical, zone de faiblesse à cet âge (ostéoporose) et du fait d'une organisation trabéculaire ogivale à ce niveau.
La lésion nerveuse à rechercher est une atteinte du nerf axillaire (plus d’abduction de l’épaule au-dessus de 8°).
La majorité de ces fractures n'ont pas besoin d'un traitement chirurgical. Cependant les fractures avec grand déplacement des fragments fracturés (supérieur à 3 mm) ou qui mettent en péril la fonction du membre supérieur par proximité ou atteinte du complexe articulaire de l'épaule sont opérées.
Ces fractures peuvent être associées à une luxation gléno-humérale (laquelle peut être isolée chez l'adulte jeune) ou une dislocation de l'épaule (accident à haute énergie cinétique).

#### Fracture diaphysaire

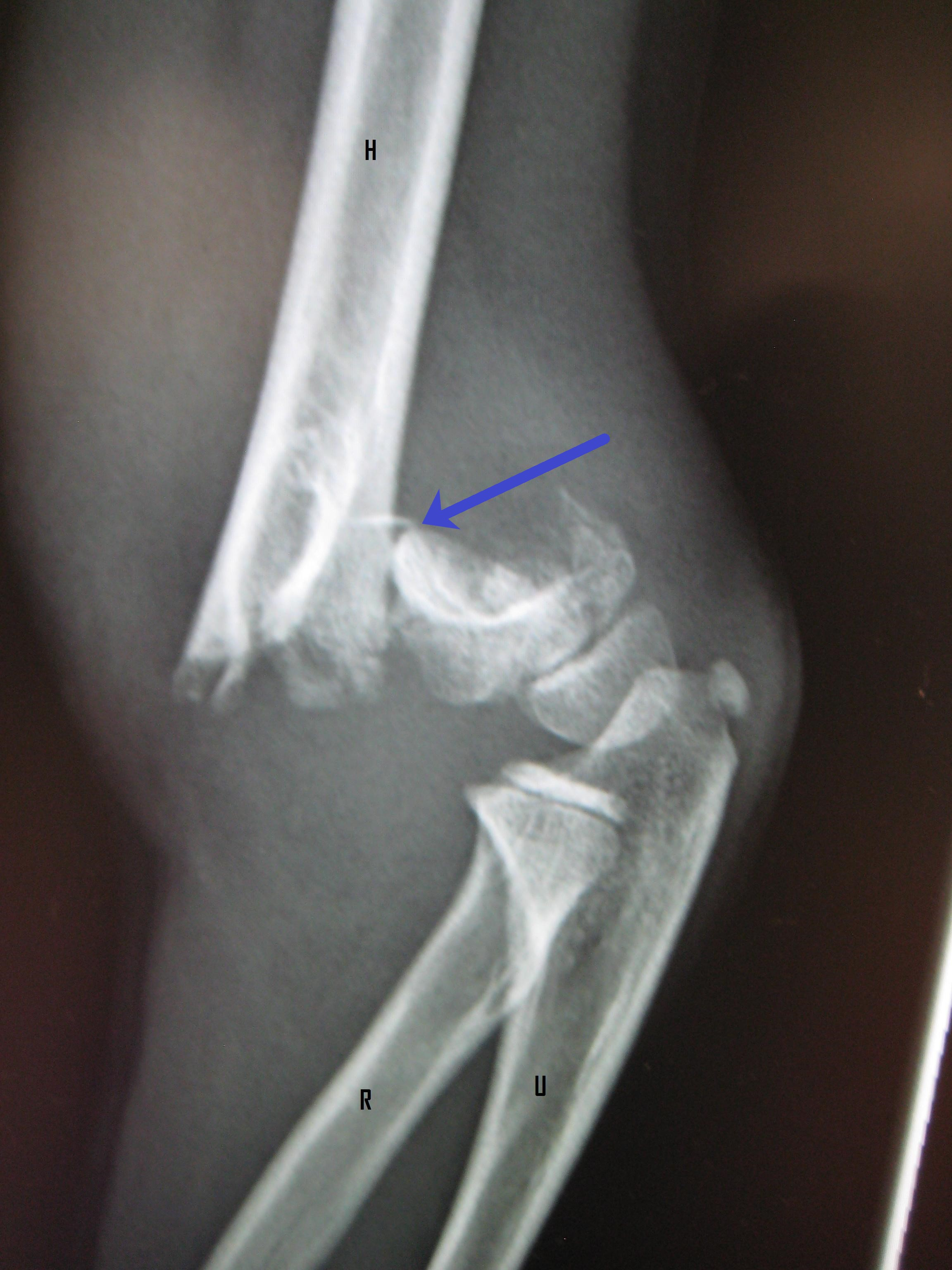
Forme déplacée d'une fracture supra-condylienne (flèche) du petit enfant, H Humérus, R radius, U cubitus.

Ces fractures surviennent surtout chez les sujets jeunes par accident à haute énergie cinétique, par exemple un accident de la route. Elles s'intègrent souvent dans un polytraumatisme avec d'autres fractures et des lésions viscérales.
Une fracture diaphysaire simple est le plus souvent traitée par immobilisation maintenant l'alignement des deux fragments. Les complications vasculo-nerveuses à rechercher sont une lésion de l’artère humérale profonde et surtout une atteinte du nerf radial (main en col de cygne) qui est la lésion la plus redoutée. L'intervention chirurgicale est indiquée en cas de fracture ouverte.

#### Fracture de l'extrémité inférieure
Ces fractures surviennent surtout chez l'enfant, le plus souvent par chute sur la main, coude en extension, plus rarement coude fléchi ou semi-fléchi. La zone de faiblesse est alors le cartilage de croissance. La ligne de fracture peut être supra-condylienne ou inter-condylienne (condyle latéral, épicondyle médial). Le traitement est le plus souvent chirurgical,.
Il s'agit d'une urgence, car il existe des risques importants de séquelles : l'arrêt de croissance avec inégalité de longueur et déviations, pseudarthrose, préjudice esthétique, ostéonécrose de fragment osseux, et pour la fracture de l'épicondyle médial une « griffe cubitale » (parésie des deux derniers doigts) par atteinte du nerf ulnaire ,.

### Autres
Des troubles génétiques, neurologiques, hématologiques et infectieux peuvent créer une déformation de l'humérus en varus (déviation en dedans) avec une perte d'abduction du bras et une flexion limitée au niveau de l'épaule.
L'humérus est une localisation relativement fréquente de tumeur osseuse primitive maligne comme l'ostéosarcome, ou de tumeurs secondaires (métastases osseuses), ce qui favorise les fractures pathologiques (sur os déjà fragilisé).
L'humérus peut être le siège de maladies rares telles que :
- La maladie de Gorham-Stout est une maladie rare, d'origine inconnue, qui se traduit par une destruction progressive du tissu osseux de la ceinture scapulaire, notamment au niveau de l'humérus ;
- l'arthropathie de Charcot est une destruction articulaire, notamment de l'épaule, le plus souvent d'origine tabétique ;
- La maladie de Panner et l'ostéochondrite disséquante peuvent se manifester par des nécroses de l'humérus chez l'enfant de 7 à 10 ans pour la première, et un peu plus tard pour la seconde.

## Anatomie comparée

### Vertébrés

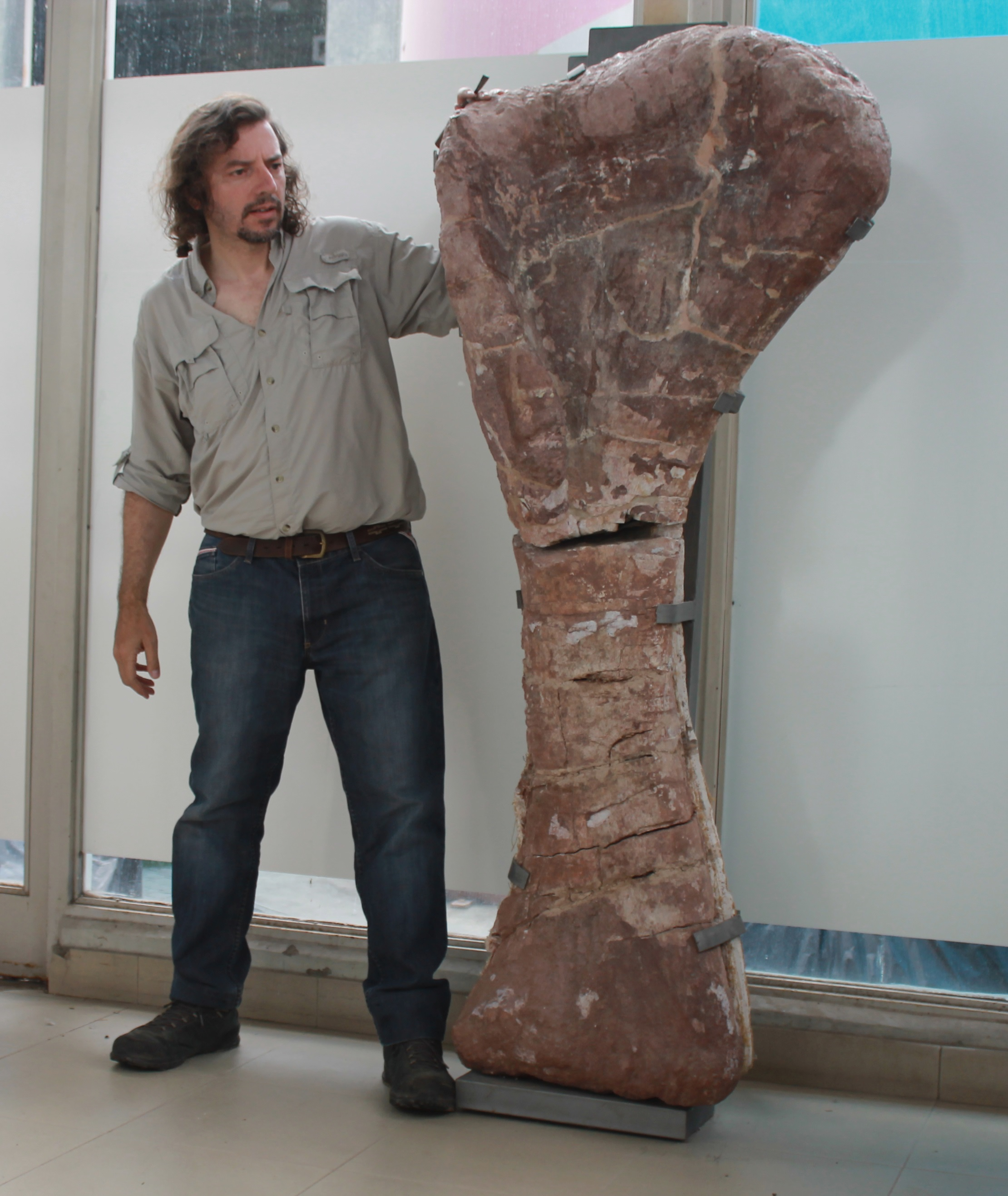
Humérus de Notocolossus, un titanosaure, à côté de son découvreur.

L'humérus apparait dans la nageoire pectorale de poissons du dévonien, il y a près de 400 millions d'années, et il est présent chez tous les tétrapodes terrestres ultérieurs.
Avant l'apparition des vertébrés tétrapodes, chez un poisson du genre Eusthenopteron (période du dévonien, 300 à 400 millions d'années) se trouve un os court et massif articulé avec la ceinture scapulaire. Cet os correspond par sa position avec l'humérus des vertébrés terrestres. Il est suivi de deux os assimilés au radius et au cubitus, et en extrémité de sept ossifications correspondant aux doigts. Ce type de squelette de nageoire pectorale apparait comme une préfiguration du membre supérieur, et cette transformation s'est réalisée indépendamment de tout changement de milieu.
Le passage du milieu aquatique au milieu aérien favorise la constitution de ce que André Leroi-Gourhan appelle le « champ antérieur » et sa division en deux territoires complémentaires. L'un est délimité par l'action de la tête (pôle facial) et l'autre par celle du membre antérieur (pôle manuel). Le membre antérieur des vertébrés tétrapodes présente deux tendances fonctionnelles : rôle exclusif de locomotion ou en relation plus ou moins étroite avec le pôle facial (rôle de capture et préparation alimentaire).
Chez les amphibiens et les reptiles, l'intervention du membre antérieur dans la quête alimentaire est très limité. La torsion de l'humérus apparait chez un amphibien du carbonifère, le labyrinthodonte et reste présente en s'accentuant chez tous les tétrapodes ultérieurs. Chez les amphibiens actuels, l'humérus est plus léger que celui des formes ancestrales, mais l'articulation stylo-zeugopodiale (« bras avec l'avant-bras ») garde sa structure primitive.
Chez les reptiles actuels adaptés à la marche et à la course (comme le lézard), l'humérus est horizontal, perpendiculaire au plan de symétrie.
Chez les oiseaux, le membre antérieur est adapté au vol. La forme et la longueur de l'humérus sont en rapport avec le type de vol (relativement plus court pour le vol battu et relativement plus long pour le vol plané).

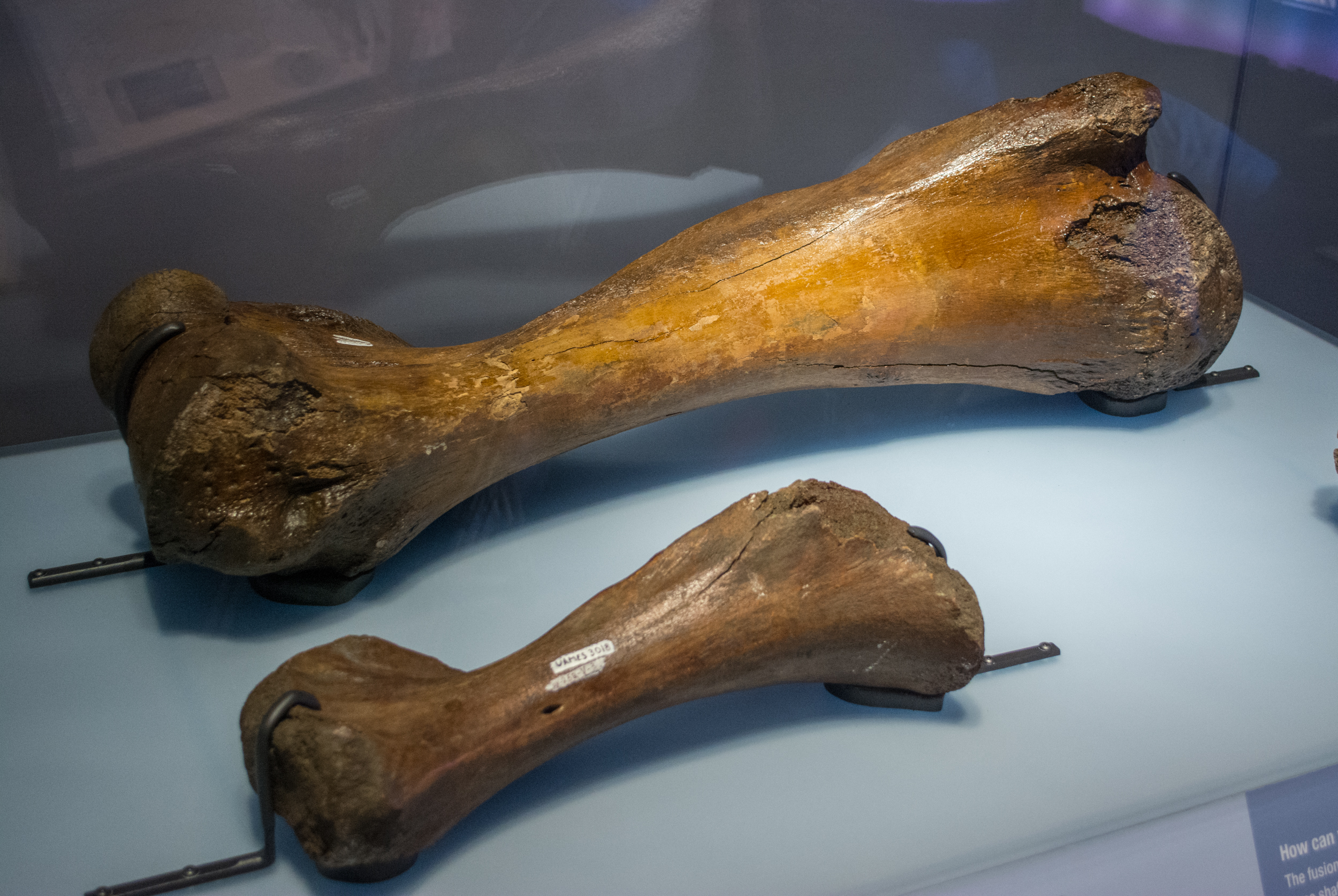
Deux humérus de mammouth laineux, adulte et juvénile.

Chez les mammifères, les membres se caractérisent par leur position parasagittale, contrairement à celle des reptiles en position transverse. La disposition des segments de membres est très variée selon les adaptations fonctionnelles (locomotion terrestre, aquatique ou aérienne). La coordination éventuelle du champ facial et du champ manuel (membre antérieur ou supérieur) est la plus poussée, mais de façon très inégale dans les différents groupes. Par exemple, faible ou nulle chez les ongulés et les cétacés, modeste chez les carnivores, les insectivores et les rongeurs, et très forte chez les primates.

### Hominoïdes
Pour un article plus général, voir Histoire évolutive de la lignée humaine.
Les premiers hominoïdes ou grands singes apparaissent au début du miocène, il y a 18 à 20 millions d'années. Ce sont des quadrupèdes arboricoles de la forêt tropicale africaine, grimpeurs lents se déplaçant sur le dessus des branches. Cette adaptation se traduit chez le proconsul Ekembo heselonie par une torsion de la tête de l'humérus sans la courbure du corps de l'humérus lui-même, tandis que l'omoplate reste en position latérale sur une cage thoracique étroite.

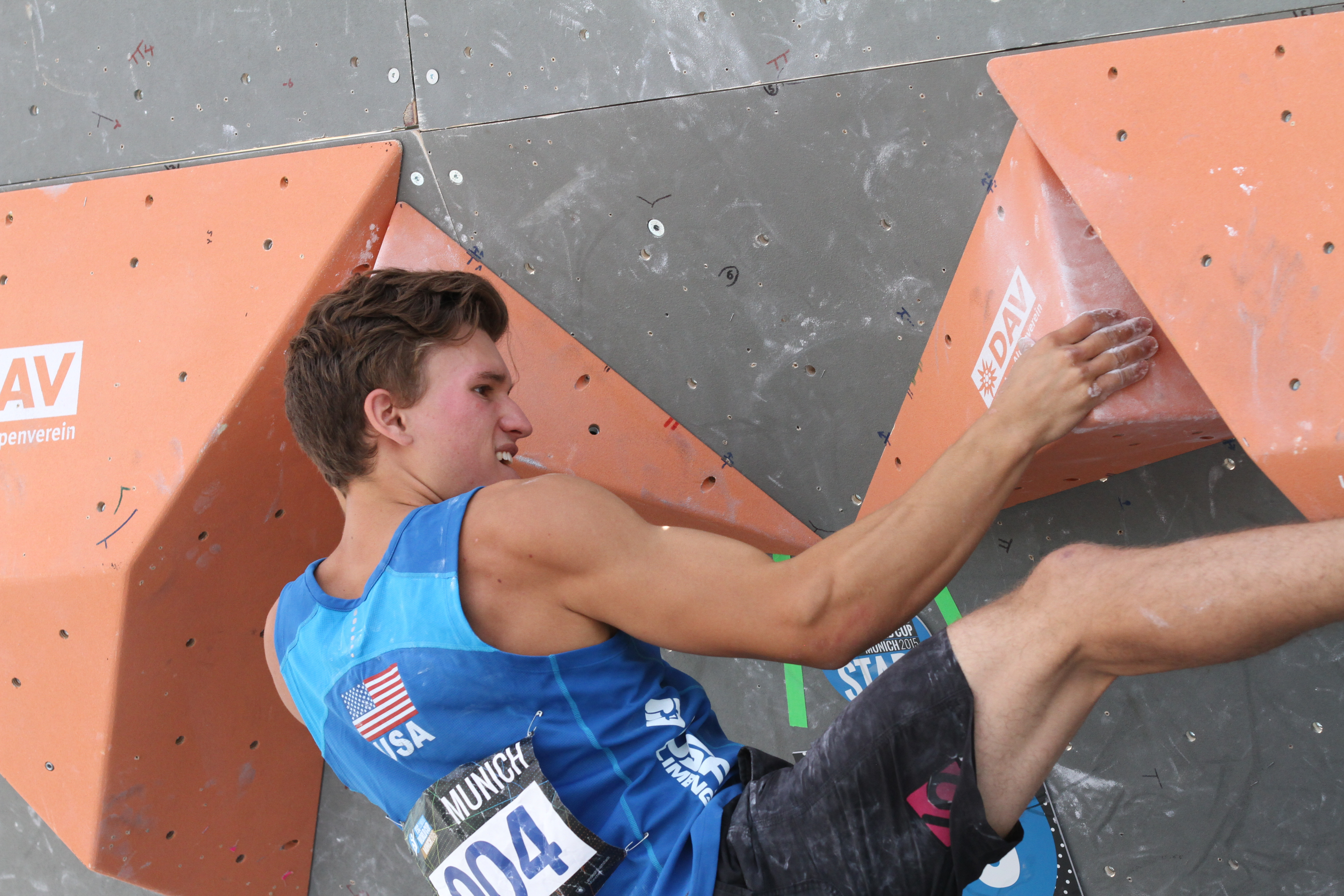
Chez le grimpeur, le bras retrouve son rôle locomoteur arboricole. Ici l'humérus subit une double contrainte opposée. (épaule et coude).

Chez l'afropithèque, la tête de l'humérus est dirigée vers l'arrière, alors que l'épicondyle médial (épitrochlée) s'allonge et s'incurve, avec une fossette olécranienne profonde. Ces hominoïdes s'adaptent progressivement à  des environnements moins forestiers (forêt-galerie, savane),  avec une locomotion plus diversifiée : grimper vertical et suspension par les bras ou brachiation, déplacements au sol.
Vers la fin du miocène moyen (12 millions d'années) plusieurs espèces de grands singes, comme le dryopithèque dryopithecus fontani, ont une cage thoracique élargie par courbure des côtes, la clavicule est plus longue et l'omoplate se situe en arrière de la cage thoracique (au lieu de rester en position latérale). Les épaules sont plus larges et plus en arrière, favorisant le redressement. La tête de l'humérus se tord vers l'arrière, entrainant une torsion médiane de l'humérus. Son extrémité inférieure s'aplatit et la trochlée s'élargit procurant une meilleure stabilité et mobilité du coude. L'humérus des dryopithèques est similaire à celui des bonobos.
Au pliocène (4 millions d'années), Ardipithecus ramidus est un exemple de début de bipédie, le membre supérieur se libérant progressivement de son rôle de locomotion.

### HomoetHomo sapiens

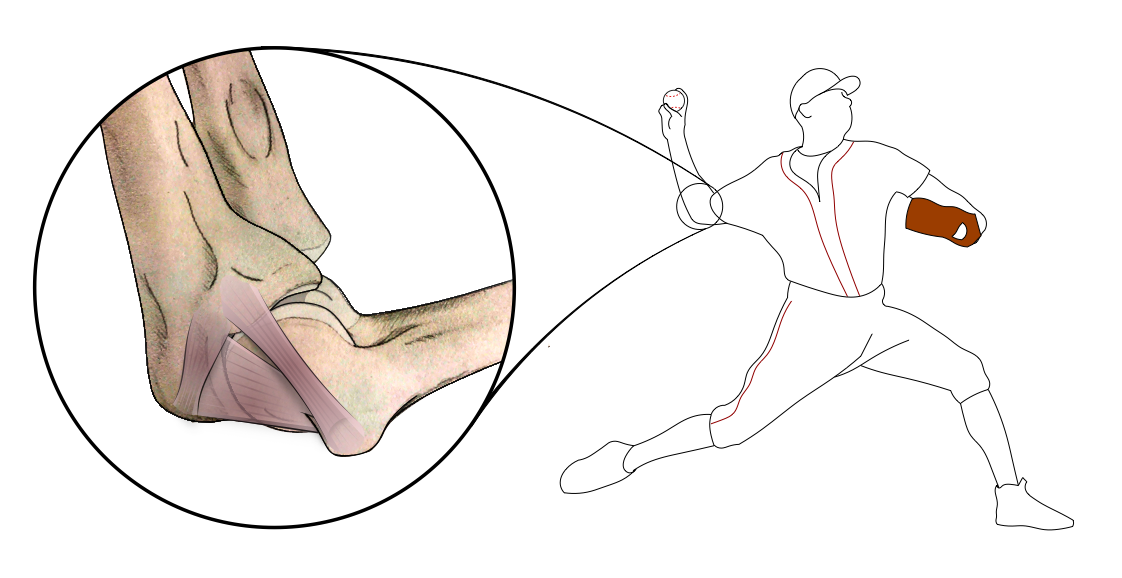
Dans le lancer, l'humérus subit une force de rotation externe au niveau du coude, et une force de rotation interne au niveau de l'épaule. Ces forces opposées orientent la tête humérale plus en arrière (rétrotorsion).

Avec le genre Homo, la torsion de l'humérus s'associe avec des modifications de l'amplitude rotatoire de l'épaule (diminution de la rotation interne et augmentation de la rotation externe) . Ces modifications affectent le membre dominant (le plus utilisé) ce qui renforce l'asymétrie des humérus droit et gauche, notamment lors du lancer de projectiles. Des études suggèrent que l'aptitude humaine unique au lancer (en force et en précision) est le résultat d'une évolution de deux millions d'années,.
Chez Homo erectus, les valeurs de torsion et rétroversion humérales sont de valeur proches ou inférieures à celles des sportifs de lancer de haut niveau. Il est alors suggéré que le degré de torsion humérale a suivi l'évolution de la lignée Homo, notamment avec l'industrie lithique et l'utilisation d'arme de jet, comme le javelot, pour la chasse ou la guerre, procurant un avantage sélectif de Homo sapiens sur Homo neanderthalensis,.
Ces hypothèses s'appuient sur les différences entre athlètes modernes de haut niveau pratiquant ou pas un sport de lancer ou de raquette (baseball, tennis...), en ce qui concerne l'asymétrie des humérus, torsion et rétroversion humérale. La signification de ces valeurs est discutée, notamment sur le fait de savoir si le système à haute performance reste robuste ou devient fragile. Ceci pourrait avoir son importance dans l'entraînement des jeunes athlètes, encore en période de croissance, de sports de lancer.